# Valle Gran Rey
Valle Gran Rey är en kommun i Spanien. Den ligger i provinsen Santa Cruz de Tenerife i den autonoma regionen Kanarieöarna i sydvästra delen av landet, 1 800 km sydväst om huvudstaden Madrid. Antalet invånare är 4 854 (2024). Arean är 32,21 kvadratkilometer. Valle Gran Rey ligger på ön La Gomera. Valle Gran Rey gränsar till Vallehermosa.